# Л-1 «Ленинец»
Л-1 «Ленинец» — советская дизель-электрическая минно-торпедная подводная лодка времён Второй мировой войны, головной корабль серии II типа «Ленинец».

## История корабля
Лодка была заложена на заводе № 189 (Балтийский завод) в Ленинграде 6 сентября 1929 года под заводским номером 202/32.
Закладная доска гласила:
Закладка этой подводной лодки произведена на 12-м году Октябрьской революции. Этот год был годом напряжения всех сил пролетарского государства в целях осуществления грандиозного плана индустриализации. В этом году была утверждена пятилетка социалистического строительства, развернуты работы по строительству Магнитогорского, Кузнецкого, Тельбесского металлургических заводов, величайшего в мире Сталинградского тракторного завода и многих других. Этот год был годом продолжения попыток буржуазных государств втянуть нас в войну на Дальнем Востоке и положить конец передышке и мирному строительству. Задача подводной лодки «Ленинец» — бдительно охранять с моря подступы к красному Ленинграду от нападения врага…
Спуск лодки состоялся 28 февраля 1931 года, в 14-градусный мороз. Впервые спуск на воду был произведён при таких погодных условиях.
Во время Советско-Финской войны «Л-1» несла боевые дежурства в Балтийском и Аландском морях. 1 декабря 1939 года после выставления минных банок в соответствии с приказом командования, лодкой была обнаружена активность вражеских судов в финских шхерах. Возможности для торпедной атаки не было, а мины были выставлены ранее, поэтому «Л-1» ограничилась наблюдением и 13 декабря была отозвана на базу.
Начало Великой Отечественной войны «Л-1» встретила, находясь на капитальном ремонте на заводе № 196 в Ленинграде. В августе 1941 года завершённый чуть более чем на половину ремонт прекратили, лодку законсервировали, экипаж отправили в формирующиеся подразделения морской пехоты. 8 ноября 1941 года находящаяся в торговом порту Ленинграда «Л-1» получила повреждения от близких попаданий немецкой артиллерии. 27 декабря при очередном осмотре обнаружилось, что от полученных повреждений лодка села на грунт. В 1944 году лодка была поднята спасательной службой Балтийского Флота, но восстановление лодки не производилось. 7 июля 1945 года «Л-1» была выведена из состава флота. В 1949 году лодку разобрали на металлолом.

## Командиры
- 1930: М. П. Скриганов
- 1931—1934: А. Г. Булавинец
- 1934—1938: П. В. Максимов
- 1938—1941: С. С. Могилевский
- 1943: Н. Э. Эйхбаум
- 1943—1944: Фёдор Григорьевич Вершинин